# Catedral basílica de San Martín (Belluno)
La Catedral Basílica de San Martín o simplemente Catedral de Belluno (en italiano: Basilica Cattedrale di S. Martino) Es una catedral católica en el centro histórico de la ciudad de Belluno, Véneto, Italia, dedicada a San Martín. Es la sede episcopal de la diócesis de Belluno-Feltre. Fue elevada a la condición de una basílica menor el 18 de junio de 1980 por el Papa Juan Pablo II.
La actual catedral se encuentra en el sitio de una iglesia paleo-cristiana. Una iglesia subsiguiente dedicada a San Martín y construida alrededor alrededor en 850 aparece en algunos documentos. El actual edificio fue construido entre 1517 y 1624, según los planes del arquitecto Tullio Lombardo, en el estilo del Renacimiento. La cúpula se completó sólo en 1756. El campanario data del siglo XVIII y es de Filippo Juvarra. La catedral fue muy dañada durante el terremoto del Alpago de 1873, el cual destruyó una considerable parte de la ciudad, aunque el campanario permaneció de pie.

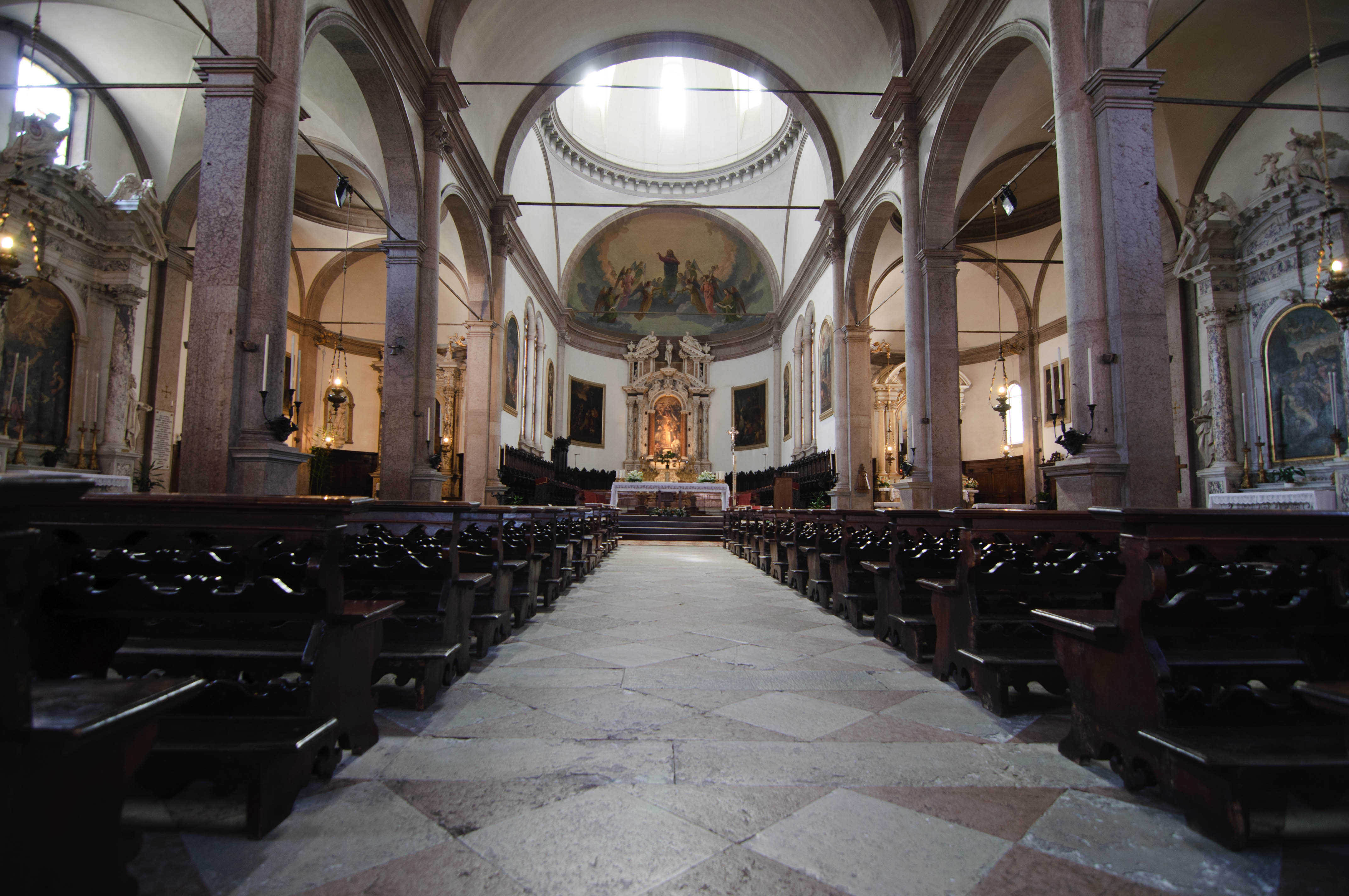
Vista interna